# Catarhoe hortulanaria
Catarhoe hortulanaria är en fjärilsart som beskrevs av Otto Staudinger 1879. Catarhoe hortulanaria ingår i släktet Catarhoe och familjen mätare. Inga underarter finns listade i Catalogue of Life.